# Mauro Graziani
| (175629) Lambertini | 19 septembre 2007 |
| (243458) Bubulina   | 31 août 2009      |

Mauro Graziani est un astronome amateur italien.
Le Centre des planètes mineures le crédite de la découverte de deux astéroïdes, effectuée entre 2007 et 2009, les deux avec la collaboration de Fabrizio Tozzi.